# 景山镇
景山镇，是中华人民共和国吉林省白山市靖宇县下辖的一个乡镇级行政单位。

## 行政区划
景山镇下辖以下地区：
向阳社区、前进社区、新胜社区、景山村、大粮户村、上营子村、亮甸子村、杨岔河村、三脚窝石村、新胜村、天合兴村、西南岔村、双阳村、兴隆村、五里河村、沙河村、崇理村、幸福村、双沟村、光明村和清水村。